# Huiszebraspin
De huiszebraspin (Salticus scenicus), ook wel zebraspringspin of harlekijntje genoemd is een spin uit de familie van de springspinnen (Salticidae). De wetenschappelijke naam van de soort werd, als Araneus scenicus, in 1758 gepubliceerd door Carl Alexander Clerck.
De spin komt voor in een groot deel van het Holarctisch gebied, inclusief België en Nederland.
Deze spin van 5–7 mm groot jaagt op zicht. Hij heeft vier paar ogen. Vooral de voor-middenogen zijn sterk ontwikkeld. De spin kan binoculair zien en zo afstand schatten en vormen en kleuren waarnemen. Hij is in staat om in de volle zon te jagen. De middelste ogen zijn gebouwd als een telelens en hebben een beweeglijk netvlies waarmee de gezichtshoek kan veranderen zonder dat de ogen zelf bewegen. Op zonnige dagen kan de spin op vrijwel iedere buitenmuur worden aangetroffen, zelfs in de winter. Bij bedekt weer houden ze zich meer schuil in spleten. Het is een goede springer die van enige centimeters zijn prooi bespringt. Soms is zo'n sprong wel 50 maal de afstand van zijn eigen lichaamslengte.
De mannetjes hebben zeer grote gifkaken die een rol spelen bij de balts.
Zebraspinnen maken geen web maar zekeren zich tijdens de jacht met een gesponnen draad waar ze aan blijven hangen als ze vallen.

## Afbeeldingen

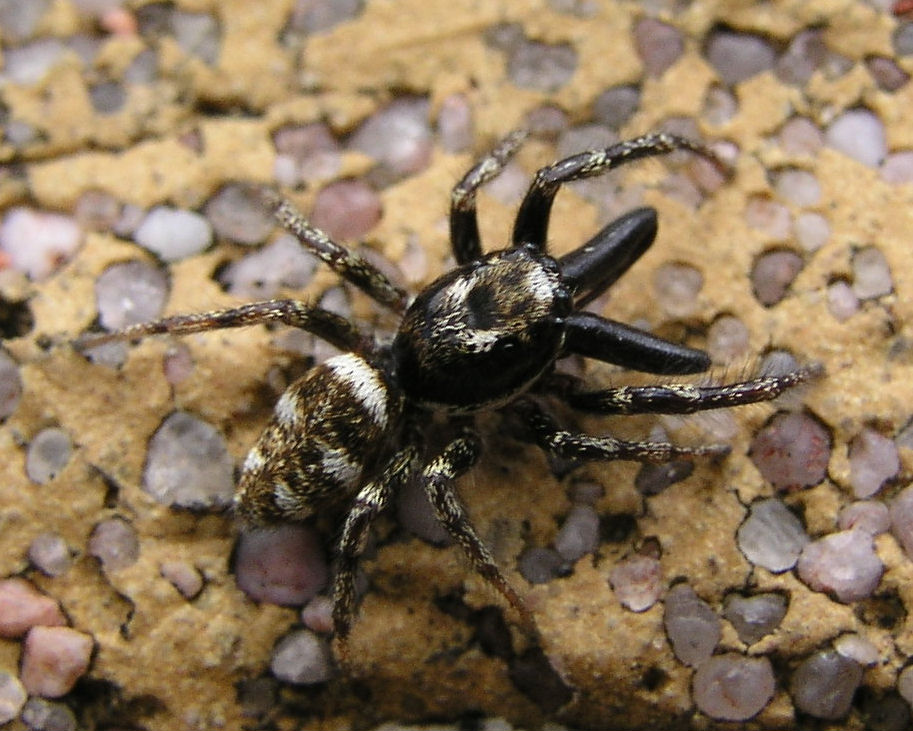
Mannetje met grote gifkaken
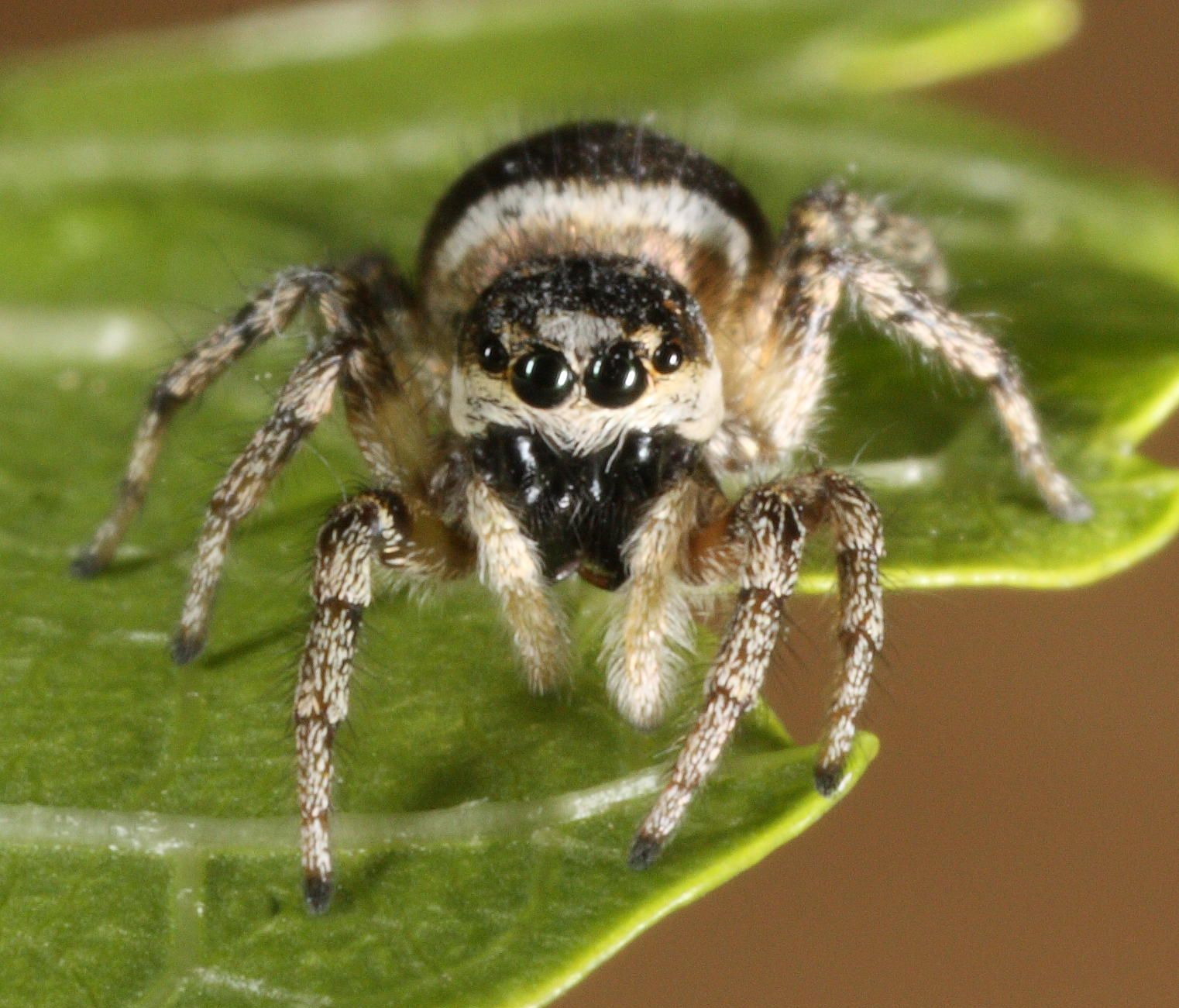
Vooraanzicht